# Bainbridge (Ohio)
|  | Per a altres significats, vegeu «Bainbridge (comtat de Ross)». |

Bainbridge és una concentració de població designada pel cens dels Estats Units d'Amèrica a l'estat d'Ohio. Segons el cens dels Estats Units del 2000 tenia 3.417 habitants.

## Demografia
Segons el cens del 2000, Bainbridge tenia 3.417 habitants, 1.261 habitatges, i 978 famílies. La densitat de població era de 391,5 habitants/km².
Dels 1.261 habitatges en un 38,2% hi vivien nens de menys de 18 anys, en un 67,6% hi vivien parelles casades, en un 7,5% dones solteres, i en un 22,4% no eren unitats familiars. En el 20% dels habitatges hi vivien persones soles el 7,5% de les quals corresponia a persones de 65 anys o més que vivien soles. El nombre mitjà de persones vivint en cada habitatge era de 2,7 i el nombre mitjà de persones que vivien en cada família era de 3,12.
Per edats la població es repartia de la següent manera: un 28,1% tenia menys de 18 anys, un 4,3% entre 18 i 24, un 24,5% entre 25 i 44, un 30,1% de 45 a 60 i un 13% 65 anys o més.
L'edat mediana era de 41 anys. Per cada 100 dones de 18 o més anys hi havia 88,6 homes.
La renda mediana per habitatge era de 87.888 $ i la renda mediana per família de 96.803 $. Els homes tenien una renda mediana de 67.188 $ mentre que les dones 38.469 $. La renda per capita de la població era de 38.229 $. Aproximadament l'1,7% de les famílies i el 2,1% de la població estaven per davall del llindar de pobresa.

## Poblacions més properes
El següent diagrama mostra les poblacions més properes.